# San Marco in Sovigliana

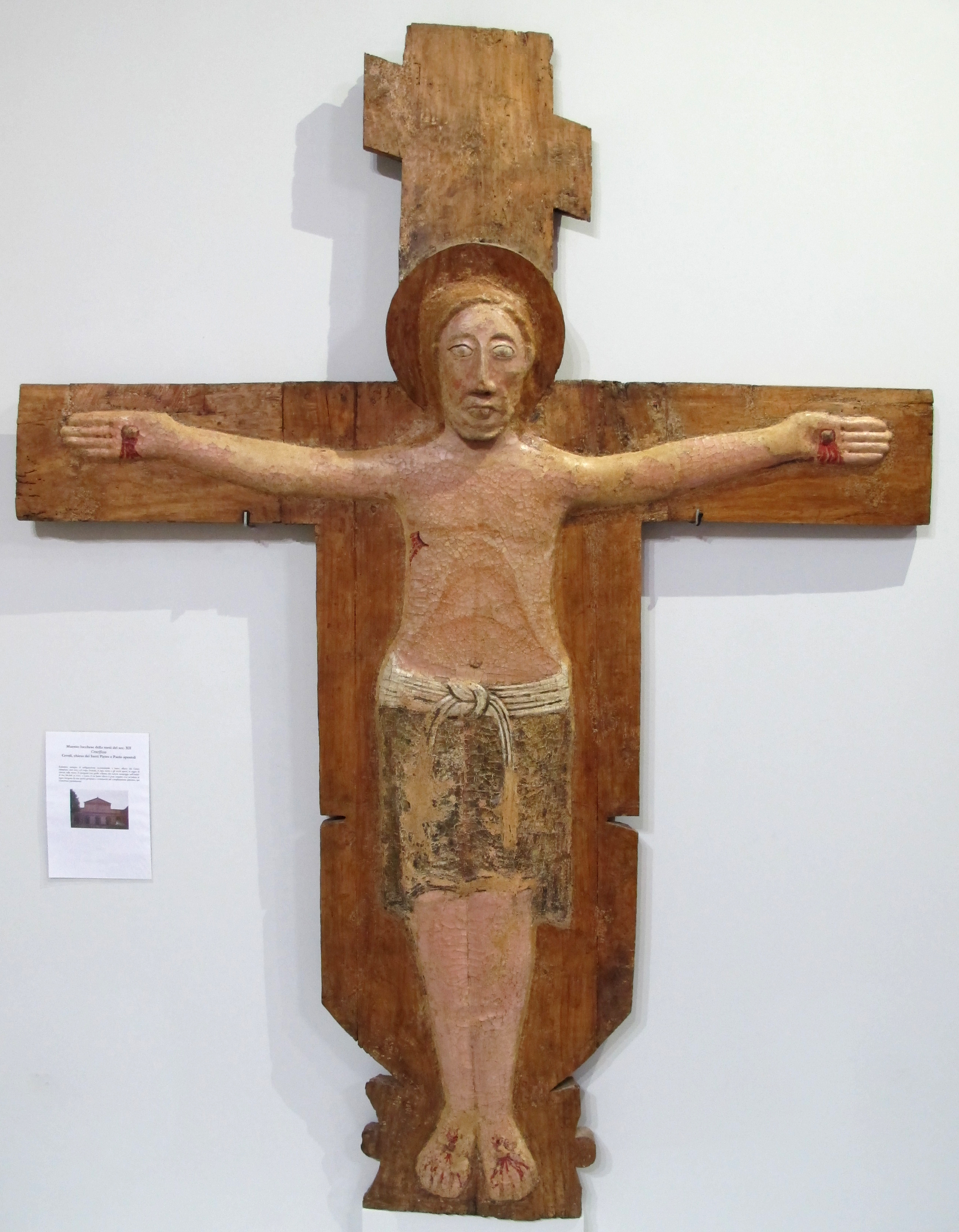
Crocifisso attualmente nella parrocchiale di Cevoli ma molto probabilmente proveniente da San Marco in Sovigliana

La chiesa di San Marco in Sovigliana è un edificio sacro situato nel comune di Terricciola, non lontano dalla frazione di Soiana, ma in parrocchia di Cevoli (comune di Casciana Terme Lari).

## Storia e descrizione
L'edificio fu antica pieve dell'arcidiocesi di Lucca sotto il titolo di Santa Maria e San Giovanni Battista ma nota da epoca immemorabile con il titolo di San Marco evangelista, datole dai popoli delle Colline Pisane che vi affluivano per le rogazioni fatte in buon auspicio per il raccolto (eredità dei riti precristiani in onore di Cerere/Demetra, madre di Proserpina) a fine aprile-inizio maggio, ed in particolare il 25 aprile, festa appunto di San Marco.
Nel medioevo era una chiesa ricca e prestigiosa, avamposto della diocesi (e quindi dello stato) lucchese (erede del longobardo ducato di Tuscia) e per questo il suo titolo era ambito dalle più prestigiose famiglie di Lucca.
Attualmente le strutture medievali, attribuite dal popolo a Matilde di Canossa, in stile romanico, sono inglobate all'interno dell'attuale villa, tra '800 e primo '900 residenza estiva dei vescovi di san Miniato, attratti dalle vicine terme di Bagni di Casciana.
Successivamente, ai tempi in cui i proprietari erano i fiorentini Racah, ospitò una scuola agraria per ebrei diretti in Palestina.
Dagli anni '90 del XX secolo agli inizi del XXI secolo la villa fu adibita a resort di lusso, proprietà del gruppo facente capo all'imprenditore Giorgio Nocchi, morto nell’agosto del 2015.
Nel retro della villa si può vedere ancora oggi l'abside della pieve. All'interno sono visibili le arcate divisorie e le colonne di due delle tre ampie navate che l'originario luogo di culto aveva.